# ديفيد هاي (لاعب كرة قدم)
ديفيد هاي (بالإنجليزية: David Hay)‏ (29 يناير 1948 في المملكة المتحدة - ) هو مدرب كرة قدم ولاعب كرة قدم بريطاني في مركز الوسط، شارك في كأس العالم 1974. وشارك مع منتخب اسكتلندا لكرة القدم. أما مع النوادي، فقد لعب مع تشيلسي ونادي سلتيك ورابطة كرة القدم الاسكتلندية الحادية عشر ‏.

## مسيرته الكروية
لعب ديفيد هاي خلال مسيرته الاحترافية مع ناديين في أحد عشر موسمًا وسجل خلالها 8 أهداف ضمن 237 مباراة. حيث فاز في أربعة مواسم بالكأس وفي ستة مواسم بالدوري.
خاض ديفيد هاي مسيرته مع نادي سلتيك في موسم 1968–69 ليلعب معه ستة مواسم، مشاركًا في 129 مباراة سجل خلالها 6 أهداف. ثم انتقل إلى نادي تشيلسي في موسم 1974–75 ليلعب معه خمسة مواسم، حيث شارك في 108 مباراة سجل خلالها هدفين.

## وصلات خارجية
- ديفيد هاي على موقع قاعدة بيانات كرة القدم.إي يو (الإنجليزية)
- ديفيد هاي على موقع ناشيونال فوتبول تيمز (الإنجليزية)
- ديفيد هاي على موقع Soccerbase.com (لاعب) (الإنجليزية)
- ديفيد هاي على موقع Soccerbase.com (مدرب) (الإنجليزية)